# Чмутов Микола Іванович
Микола Іванович Чмутов (26 квітня (9 травня) 1907, місто Брянськ Орловської губернії, тепер Брянської області, Російська Федерація — 25 жовтня 1982, місто Москва, тепер Російська Федерація) — радянський діяч, голова виконавчого комітету Тульської і Волгоградської обласних рад депутатів трудящих, 1-й секретар Тульського обкому ВКП(б). Депутат Верховної Ради СРСР 1—2-го скликань (1941—1950).

## Біографія
Народився в родині робітника-слюсаря. З 1914 по 1917 рік — учень церковноприходської школи.
Трудову діяльність розпочав з дванадцятирічного віку. У травні — вересні 1922 року — учень слюсаря на Брянському механічному заводі № 13. З вересня 1922 по серпень 1926 року навчався в школі фабрично-заводського учнівства при Брянському механічному заводі № 13. У 1923 році вступив до комсомолу.
Член ВКП(б) з серпня 1926 року.
У серпні 1926 — квітні 1929 року — слюсар, у квітні 1929 — серпні 1932 року — завідувач школи фабрично-заводського учнівства при Брянському механічному заводі № 13.
У серпні 1932 — січні 1938 року — студент, у січні — березні 1938 року — секретар партійного комітету Ленінградського військово-механічного інституту.
У 1938 році закінчив Ленінградський військово-механічний інститут, здобув спеціальність інженера з артилерійського виробництва.
У березні — червні 1938 року — відповідальний організатор відділу керівних партійних органів ЦК ВКП(б) у Москві.
У червні 1938 — лютому 1941 року — 2-й секретар Тульського міського комітету ВКП(б).
У лютому 1941 — березні 1943 року — голова виконавчого комітету Тульської обласної ради депутатів трудящих.
9 березня 1943 — грудень 1948 року — 1-й секретар Тульського обласного і міського комітетів ВКП(б).
У листопаді 1948 — січні 1950 року — слухач Курсів перепідготовки 1-х секретарів обкомів і голів облвиконкомів при ЦК ВКП(б) у Москві.
У січні 1950 — березні 1951 року — інспектор ЦК ВКП(б).
У квітні — вересні 1951 року — партійний організатор ЦК ВКП(б) Сталінградського машинобудівного (гарматного) заводу № 221 «Барикади» 6-го Головного управління Міністерства озброєння СРСР у Сталінграді.
У вересні 1951 — березні 1957 року — секретар Сталінградського обласного комітету КПРС.
У березні 1957 — лютому 1961 року — 2-й секретар Сталінградського обласного комітету КПРС.
У січні 1961 — грудні 1962 року — голова виконавчого комітету Сталінградської (Волгоградської) обласної ради депутатів трудящих. У грудні 1962 — грудні 1964 року — голова виконавчого комітету Волгоградської промислової обласної ради депутатів трудящих.
У грудні 1964 — грудні 1965 року — голова Комітету партійно-державного контролю Волгоградського обласного комітету КПРС та виконавчого комітету Волгоградської обласної Ради, одночасно секретар Волгоградського обласного комітету КПРС і заступник голови виконавчого комітету Волгоградської обласної ради депутатів трудящих.
У грудні 1965 — лютому 1972 року — голова Волгоградського обласного комітету народного контролю.
У березні — червні 1972 року — на пенсії в місті Москві.
У червні 1972 — квітні 1980 року — начальник відділу Головного управління із постачання і збуту підшипників «Союзголовпідшипник» Держпостачу СРСР у Москві.
З квітня 1980 року — персональний пенсіонер союзного значення в Москві.

## Нагороди
- орден Жовтневої Революції
- орден Вітчизняної війни І ст.
- чотири ордени Трудового Червоного Прапора
- медаль «За доблесну працю у Великій Вітчизняній війні 1941—1945 рр.»
- медаль «За доблесну працю. В ознаменування 100-річчя з дня народження Володимира Ілліча Леніна» (1970)
- медаль «Ветеран праці»
- медалі
- Почесна грамота Президії Верховної Ради РРФСР
- Почесний громадянин міста Тули (3.12.1966)